# Ixtlilco el Grande
Ixtlilco el Grande es una localidad del estado mexicano de Morelos. Es parte del municipio de Tepalcingo.

## Toponimia
El nombre «Ixtlilco» proviene de los términos en náhuatl: ixtli, llanura; tlilli, negro; co, locativo. Su significado es «En la llanura negra». El término «Grande» lo distingue de la vecina localidad de Ixtlilco el Chico.

## Demografía
| Gráfica de evolución demográfica |
|                                  |

| Censo | Población |
| ----- | --------- |
| 1900  | 689       |
| 1910  | 699       |
| 1921  | 665       |
| 1930  | 761       |
| 1940  | 861       |
| 1950  | 1035      |
| 1960  | 1294      |
| 1970  | 2277      |
| 1980  | 3042      |
| 1990  | 2878      |
| 2000  | 3515      |
| 2010  | 3274      |
| 2020  | 3495      |